# Leopold Feldmann
Leopold Feldmann (München, 1801. március 22. – Bécs, 1882. március 26.)  német vígjátékíró.

## Életpályája
Bécsben 1850 és 1854 között az An der Wien-színház dramaturgja volt. Kezdetben iparos, utóbb kereskedő volt, de nemsokára kizárólag irodalmi dolgozatainak élt. Öt évig Görögországban és a Keleten járt, ahonnan útirajzokat írt a Lewald Európájába és az Augsburger Allgemeine Zeitungba. Már 1817-ben írta első színre került színművét Der falsche Eid címen.  Darabjai legnagyobbrészt nagy hatással kerültek színre; irodalmi értékük nem nagy, de a szerző derült jó kedve, számos élce, eredeti ötletei, valamint a helyzetek komikumának merész kiaknázása és a kor eszméinek és áramlatainak ügyes belevonása mindig megnyerték a közönség tetszését, még ha a szereplők túlzó és egyoldalú jellemrajzában sokszor túl is lőtt a célon.

## Legismertebb művei
- Der Sohn auf Reisen
- Das Porträt der Geliebten
- Der höfliche Mann
- Der Rechnungsrath und seine Töchter
- Die freie Wahl
- Ein Filz als Prahler stb.
- Nyomtatásban két gyűjteménye jelent meg: Deutsche Originallustspiele (1845-52, 6 köt.) és ennek új folyama: Neue Folge (1855-1857, 2 köt.)